# Apple A8
L'Apple A8 és un sistema basat en ARM de 64 bits en un xip (SoC) dissenyat per Apple Inc. Va aparèixer per primera vegada a l'iPhone 6 i l'iPhone 6 Plus, que es van presentar el 9 de setembre de 2014. Apple afirma que té un 25% més de rendiment de la CPU i un 50% més de rendiment gràfic mentre que només treu el 50% de la potència del seu predecessor, l'Apple A7. Les últimes actualitzacions de programari per als sistemes de variants d'1,1 GHz i 1,4 GHz que utilitzen aquest xip són iOS 12.5.7, llançat el 23 de gener de 2023, ja que es van suspendre amb el llançament d'iOS 13 el 2019, i la variant d'1,5 GHz per a l'iPad Mini 4 és l'iPadOS 15.7.7, llançat el 21 de juny de 2023, ja que es va suspendre amb el llançament de l'iPadOS 16 el 2022, mentre que les actualitzacions per a la variant d'1,5 GHz continuen per a Apple TV HD. El xip A8 es va suspendre el 18 d'octubre de 2022, després de la interrupció de l'Apple TV HD.

## Disseny
L'A8 es fabrica amb un process de 20 nm de TSMC, que va substituir Samsung com a fabricant dels processadors de dispositius mòbils d'Apple. Conté 2.000 milions de transistors. Tot i tenir el doble de transistors que l'A7, la mida física de l'A8 s'ha reduït un 13% fins al 89 mm2 (0.138 in2). L'A8 utilitza RAM LPDDR3-1333 en una interfície de memòria de 64 bits; a l'iPhone 6/6 Plus, l'iPod Touch de sisena generació i l'HomePod, l'A8 té 1 GB de RAM inclòs a l'encapsulat. Mentrestant, l'A8 de l'iPad Mini 4 i l'Apple TV de quarta generació inclou 2 GB de RAM.
La CPU A8 té una memòria cau L1 per nucli de 64 KB per a dades i 64 KB per a instruccions, una memòria cau L2 d'1 MB compartits pels dos nuclis de CPU i una memòria cau L3 de 4 MB que dona servei a tot el SoC. Com el seu predecessor, té un disseny de descodificació de 6, 6 números, 9 amples i fora de comanda. El processador és de doble nucli, i tal com s'utilitza a l'iPhone 6 té una freqüència d'1,4 GHz, donant suport a l'afirmació d'Apple que és un 25% més ràpid que l'A7. També admet la idea que es tracta d'un nucli de Cyclone millorat de segona generació anomenat Typhoon, i no d'una arquitectura completament nova que suposadament significaria un guany de rendiment més significatiu per Hz.
L'A8 també integra una unitat de processament gràfic (GPU) que és un PowerVR Series 6XT de 4 shader-cluster. Tanmateix, la GPU inclou nuclis d'ombra personalitzats dissenyats per Apple.
El 16 d'octubre de 2014, Apple va presentar una variant de l'A8, l'A8X, a l'iPad Air 2. En comparació amb l'A8, l'A8X té una GPU de clúster de 8 shader millorada i un rendiment de CPU millorat a causa d'un nucli addicional i una freqüència més alta.
L'A8 té suport de codificació de còdec de vídeo per a H.264. Compta amb suport de descodificació per a H.264, MPEG-4 i Motion JPEG.

## Productes que inclouen l'Apple A8
- iPhone 6 & 6 Plus
- iPod Touch (generació 6)
- iPad Mini 4
- Apple TV HD (generació 4)
- HomePod ((generació 1)